# Zikula
Zikula is een open-source-webapplicatie-framework waarmee interactieve websites ontwikkeld kunnen worden. De objectgeoriënteerde code is vrijgegeven onder de softwarelicentie GPL.

## Naam
De naam "Zikula" is afgeleid van twee Zoeloe-woorden die "snel" en "simpel" betekenen en werd samen met het logo in 2008 ontwikkeld.

## Serveromgeving
Zikula is een platformonafhankelijk framework en draait in principe op iedere omgeving waar PHP (PHP 5.3 of hoger) beschikbaar is. Er kan gebruik worden gemaakt van een bestaande database, aangezien er alleen tabellen worden ingevoegd met een prefix die zelf opgegeven kan worden. De systeemvereisten zijn:
- Webserver: Apache 2 (aanbevolen) of Apache 1.3, IIS, Lighttpd en andere, zoals Nginx
- Programmeertaal: PHP ≥ 5.3
- Database: MySQL, Oracle, Microsoft SQL Server of PostgreSQL

## Eigenschappen
Zikula bestaat uit een basissysteem (core) dat onder andere gebruikersbeheer, toegangsrechten, templating (gebaseerd op Smarty), systeeminstellingen, extensiebeheer en meertaligheid afhandelt. Extensies zijn snel te ontwikkelen met behulp van de uitgebreide api. Extensies worden toegevoegd in de vorm van modules, plug-ins en thema's. De core bevat onder andere:
- database-abstractie Doctrine
- workflow-api
- api voor formuliergeneratie en -validatie (wordt onder meer gebruikt om contactpagina's te maken)
- rechtensysteem op basis van gebruikersgroepen, met bijbehorende flexibele componenten (gebaseerd op reguliere expressies)
- authenticatie-api om inloggen ook mogelijk te maken via onder andere LDAP of OpenID
- meertaligheid door middel van gettext

## Ontwikkeling
Zikula streeft een actieve ontwikkelingscyclus na met frequente uitgaven. De broncode wordt beschikbaar gesteld op GitHub. Daarnaast worden er in een aparte Git-repository modules bijgehouden die gratis beschikbaar worden gesteld door een actieve gemeenschap van ontwikkelaars. Extensies voegen functionaliteit toe, zoals forums, RSS-feeds, peilingen, afbeeldingsgalerijen, e-commerce-oplossingen, spellen, downloads, inhoudsmodules (voor documenten, nieuws en publicaties), kalenders en blogs.

## Gemeenschap
Er bestaan wereldwijd een aantal gemeenschappen (community's). Daar zijn onder andere ondersteuningsfora en documentatiewiki's te vinden.